# Leuconephra melanostrotum
Leuconephra melanostrotum là một loài bướm đêm trong họ Noctuidae.